# Drvenik (Gradac)
Drvenik je priobalno mjesto na Makarskom primorju. Administrativno pripada općini Gradac. 

## Zemljopis
Drvenik sačinjavaju dva naselja, Gornja i Donja Vala, udaljeni jedno od drugog oko kilometra. Donja Vala je sjevernije, a Gornja Vala južnije naselje.

## Stanovništvo
| broj stanovnika | 544   | 583   | 609   | 716   | 753   | 777   | 758   | 765   | 599   | 570   | 517   | 513   | 461   | 509   | 500   | 494   | 420   |
|                 | 1857. | 1869. | 1880. | 1890. | 1900. | 1910. | 1921. | 1931. | 1948. | 1953. | 1961. | 1971. | 1981. | 1991. | 2001. | 2011. | 2021. |

## Promet
Nalazi se na Jadranskoj magistrali, najvažnijoj hrvatskoj obalnoj cestovnoj prometnici.
U Drveniku je trajektna luka, iz koje voze trajekti za otok Hvar, odnosno prema Sućurju. To je druga najvažnija pomorska veza otoka Hvara s kopnom.

## Gospodarstvo
Najvažnija gospodarska djelatnost je turizam.

## Poznate osobe
- Stjepan Ivičević, hrv. pjesnik, političar i publicist, borac za uvođenje hrvatskog jezika u službenu uporabu[4]

## Spomenici i znamenitosti
- Staro selo Drvenik, ruralna cjelina
- Sklop kuća Ivičević
- Utvrda na Gradini
- Crkva sv. Jurja
- Utvrda na Gradini

## Vanjske poveznice
- Drvenik na stranici TZO Gradac  Arhivirana inačica izvorne stranice od 20. veljače 2009. (Wayback Machine)